# Makruh
Makruh (arabiska مكروه) är inom islamisk rättsvetenskap (fiqh) ett klandervärt, ogillat handlande som strider mot profeten Muhammeds föredöme (sunna). Att underlåta att göra makruh anses mer föredömligt än att utföra det. 
Enligt majoriteten av de rättslärda (ulama) är handlingar som klassas som makruh varken straffbara eller strider mot den normerande etiken. Rättslärda inom den hanafitiska skolan delar in makruh i två grupper:
1. makruh tanzihi, vilket motsvarar en allmän tillämpning av makruh i andra rättsskolor, till exempel tomt prat, att uttala sig om sådant man saknar kunskap om, att vara sysslolös etc; samt
2. makruh tahrimi, vilket är handlingar och beteenden som är förbjudna i ahad-hadith (hadith som rapporterats av en eller två personer), till exempel bärandet av guldsmycken för män. Makruh tahrimi står enligt den hanafitiska rättsskolan närmare det som klassas som förbjudet (haram) än enbart en ogillad (makruh) handling.